# Daniel Ona Ondo
Daniel Ona Ondo (Oyem, 10 de julho de 1945) é um político gabonês que foi Primeiro-Ministro do Gabão de janeiro de 2014 a setembro de 2016. Anteriormente, ele atuou como Ministro da Educação e Primeiro Vice-Presidente da Assembleia Nacional. É membro do Partido Democrático Gabonês (Parti démocratique gabonais, PDG).

## Carreira política
Ona Ondo lecionou na Universidade Omar Bongo em Libreville e foi nomeado conselheiro do presidente Omar Bongo em 1990; ele também se tornou Reitor da Universidade Omar Bongo em 1990. Ele foi eleito para a Assembleia Nacional nas eleições parlamentares de dezembro de 1996 e foi nomeado para o governo como Ministro-Delegado do Ministro da Saúde e População em 1997. Posteriormente, ele foi Ministro da Cultura, Artes, Educação Popular, Juventude e Esportes de 1999 a 2002 antes de ser nomeado Ministro da Educação Nacional em 27 de janeiro de 2002. Em uma eleição parlamentar parcial realizada em 26 de maio de 2002, ele ganhou o quarto assento do Departamento Woleu como candidato do PDG, recebendo 65,62% dos votos.
Ele foi eleito para a Assembleia Nacional nas eleições parlamentares de dezembro de 2006 como o candidato do PDG para o quarto assento no Departamento de Woleu. Após essa eleição, ele foi eleito Primeiro Vice-Presidente da Assembleia Nacional em 26 de janeiro de 2007.
Em 25 de junho de 2009, após a morte do presidente Bongo, Ona Ondo disse na Radio France Internationale que pretendia buscar a indicação do PDG como seu candidato para as eleições presidenciais planejadas. Ele foi a primeira pessoa a confirmar que pretendia buscar a indicação. Embora ele tenha dito que pretendia concorrer apenas se ganhasse a nomeação do PDG, foi notado que ele fez o anúncio publicamente sem aderir às diretrizes do partido destinadas a garantir unidade e disciplina.
Ona Ondo foi reeleito como primeiro vice-presidente da Assembleia Nacional em 27 de fevereiro de 2012. Após as eleições locais em dezembro de 2013, o presidente Ali Bongo nomeou Ona Ondo como primeiro-ministro em 24 de janeiro de 2014, substituindo Raymond Ndong Sima. Ele assumiu o cargo em 27 de janeiro.
Um novo governo ampliado liderado por Ona Ondo, com 41 membros, foi nomeado em 11 de setembro de 2015. Sua composição foi vista no contexto das próximas eleições presidenciais de 2016. Um líder da oposição, Jean De Dieu Mukagni Iwangu, da União do Povo Gabonês, foi nomeado Ministro de Estado da Agricultura, embora tenha recusado o cargo e um líder rival do mesmo partido, Mathieu Mboumba Nziengui, foi nomeado em seu lugar. Algumas figuras importantes do PDG que foram proeminentes no governo de Omar Bongo e influentes em suas regiões nativas também retornaram ao governo: Paul Biyoghé Mba foi nomeado primeiro vice-primeiro-ministro da Saúde e Flavien Nziengui Ndzoundou foi nomeado vice-primeiro-ministro para a formação profissional. 
Após a disputada reeleição do presidente Bongo nas eleições presidenciais de agosto de 2016 e a posse de Bongo em 27 de setembro de 2016, Ona Ondo apresentou a renúncia de seu governo em 28 de setembro em preparação para a nomeação de um novo governo. Emmanuel Issoze-Ngondet, que serviu sob Ona Ondo como Ministro das Relações Exteriores, foi nomeado para substituir Ona Ondo como primeiro-ministro no mesmo dia.
 

Em uma reunião de líderes da Comunidade Econômica e Monetária da África Central (CEMAC) em fevereiro de 2017, Ona Ondo foi designado Presidente da Comissão CEMAC, sucedendo Pierre Moussa do Congo-Brazzaville.